# Francesco Saverio Massimo
Francesco Saverio kardinal Massimo, italijanski diakon in kardinal, * 26. februar 1806, Dresda, † 11. januar 1848.

## Življenjepis
12. februarja 1838 je bil povzdignjen v kardinala in pectore.
24. januarja 1842 je bil imenovan za kardinala-diakona pri S. Maria in Domnica.